# Nudora nuda
Nudora nuda is een rondwormensoort uit de familie van de Monoposthiidae.